# Hipismo nos Jogos Olímpicos de Verão de 1932

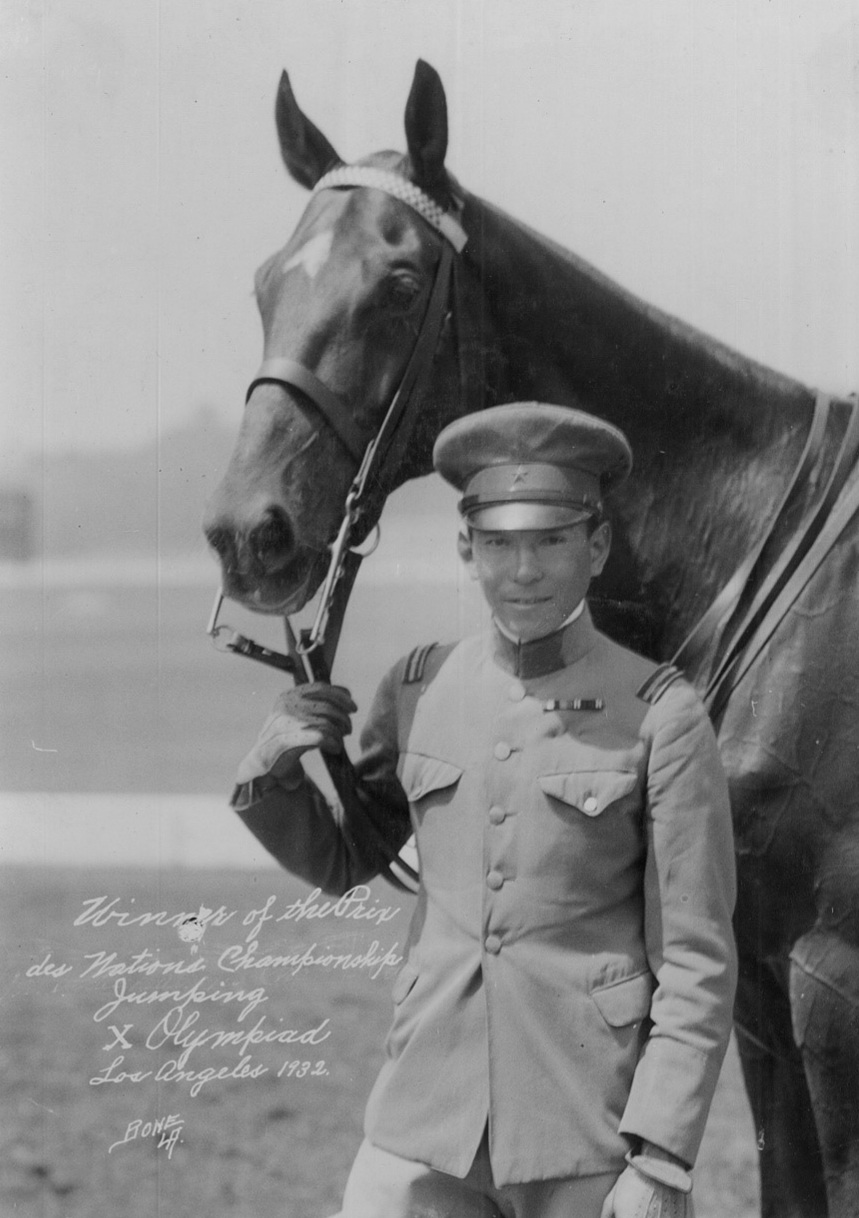
O japonês Takeichi Nishi conquistou o ouro no salto em 1932 ao lado do cavalo Uranus

O hipismo nos Jogos Olímpicos de Verão de 1932 foi realizado em Los Angeles, nos Estados Unidos, com cinco eventos disputados no adestramento, concurso completo de equitação (CCE) e salto.

## Adestramento individual
| Pos. | País                 | Atletas        | Cavalos |
| ---- | -------------------- | -------------- | ------- |
|      | França (FRA)         | Xavier Lesage  | Taine   |
|      | França (FRA)         | Charles Marion | Linon   |
|      | Estados Unidos (USA) | Hiram Tuttle   | Olimpic |

## Adestramento por equipe
| Pos. | País                 | Atletas                                                | Cavalos                         |
| ---- | -------------------- | ------------------------------------------------------ | ------------------------------- |
|      | França (FRA)         | Xavier Lesage Charles Marion André Jousseaume          | Taine Linon Sorelta             |
|      | Suécia (SWE)         | Thomas Byström Gustaf Boltenstern Jr. Bertil Sandström | Gulliver Ingo Kreta             |
|      | Estados Unidos (USA) | Hiram Tuttle Issac Kitts Alvin Moore                   | Olimpic American Lady Water Pat |

## CCE individual
| Pos. | País                 | Atletas                    | Cavalo         |
| ---- | -------------------- | -------------------------- | -------------- |
|      | Países Baixos (NED)  | Charles Pahud de Mortanges | Ferdinand      |
|      | Estados Unidos (USA) | Earl Foster Thomson        | Jenny Camp     |
|      | Suécia (SWE)         | Clarence von Rosen Jr.     | Sunnyside Maid |

## CCE por equipe
| Pos. | País                 | Atletas                                                           | Cavalos                                    |
| ---- | -------------------- | ----------------------------------------------------------------- | ------------------------------------------ |
|      | Estados Unidos (USA) | Earl Foster Thomson Harry Chamberlin Edwin Argo                   | Jenny Camp Pleasant Smiles Honolulu Tomboy |
|      | Países Baixos (NED)  | Charles Pahud de Mortanges Aernout van Lennep Karel Schummelketel | Marcroix Henk Duiveltje                    |
|      | -                    | nenhum                                                            | -                                          |

## Salto individual
| Pos. | País                 | Atletas                | Cavalos   |
| ---- | -------------------- | ---------------------- | --------- |
|      | Japão (JPN)          | Takeichi Nishi         | Uranus    |
|      | Estados Unidos (USA) | Harry Chamberlin       | Show Girl |
|      | Suécia (SWE)         | Clarence von Rosen Jr. | Empire    |

## Quadro de medalhas do hipismo
| Ordem | País               | Medalha de ouro | Medalha de prata | Medalha de bronze | Total |
| ----- | ------------------ | --------------- | ---------------- | ----------------- | ----- |
| 1     | FRA França         | 2               | 1                | 0                 | 3     |
| 2     | USA Estados Unidos | 1               | 2                | 2                 | 5     |
| 3     | NED Países Baixos  | 1               | 1                | 0                 | 2     |
| 4     | JPN Japão          | 1               | 0                | 0                 | 1     |
| 5     | SWE Suécia         | 0               | 1                | 2                 | 3     |